# Riku Hirosue
Riku Hirosue (japanisch 廣末 陸 Hirosue Riku; * 6. Juli 1998 in Adachi, Präfektur Tokio) ist ein japanischer Fußballspieler.

## Karriere
Riku Hirosue erlernte das Fußballspielen in der Schulmannschaft der Aomori Yamada High School. Seinen ersten Vertrag unterschrieb er 2017 beim FC Tokyo. Der Verein spielte in der höchsten Liga des Landes, der J1 League. Die U23-Mannschaft des Vereins spielte in der dritten Liga, der J3 League. In der dritten Liga wurde er 27-mal eingesetzt. Die Saison 2019 wurde er an den Zweitligisten Renofa Yamaguchi FC ausgeliehen. 2020 wechselte er ebenfalls auf Leihbasis zum Zweitligisten FC Machida Zelvia. Nach Vertragsende bei FC Tokyo unterschrieb der Torwart am 1. Februar 2021 einen Vertrag beim Viertligisten ReinMeer Aomori FC